# سورا کوبوری
سورا کوبوری (ژاپنی: 小堀 空؛ زادهٔ ۱۷ دسامبر ۲۰۰۲) یک بازیکن فوتبال اهل ژاپن است.
از باشگاه‌هایی که در آن بازی کرده‌است می‌توان به باشگاه فوتبال توچیگی اشاره کرد.